# Leggenda della Malanotte
La leggenda della Malanotte è una leggenda popolare diffusa nel territorio di Cesena, legata al passaggio di Giulio Cesare in Romagna nell'anno 49 a.C., quando con le sue truppe attraversò il fiume Rubicone – che all'epoca segnava il confine con la Gallia Cisalpina – per avanzare verso Roma.

## La leggenda
La leggenda narra di una tremenda battaglia notturna avvenuta nella zona di Calisese, vicino al fiume Urgòn (Rubicone) e di un giovane bellissimo capitano dai riccioli biondi e la corazza lucente. Il combattimento avvenne durante un furioso temporale e il fragore del vento si mescolava allo stridore delle armi. L'esito fu terribile, con molti morti e feriti. Cesare per inseguire i nemici in fuga e finirli abbandonò il campo di battaglia. Tra i feriti c'era anche il giovane capitano, rimasto sulla riva del fiume con una gamba spezzata dal colpo d'una lancia. Ben presto i morti e i moribondi furono assaliti dai lupi. Il giovane capitano si difendeva con la sua spada e si confortava con l'acqua del fiume. Ogni tanto la notte si lamentava chiamando la madre: «Mamma mia, che mala notte!», diceva come un lamento che si ripercuoteva per la vallata.
Solo dopo tre notti i lamenti del capitano furono uditi da alcuni contadini di Montiano, che discesero a valle e lo trovarono morente. Misero poi il suo corpo dentro una cassa di pietra e lo seppellirono nel podere di Bruchet.
Da questa leggenda ha preso il nome la Via Malanotte,  la strada principale che attraversa la borgata di Calisese di Cesena. 
In epoca recente questa leggenda è stata riportata alla popolarità dall'associazione culturale Pro Rubicone.
Il gruppo musicale Lennon Kelly ha dedicato alla leggenda una canzone dal titolo Malanotte.

## La tomba

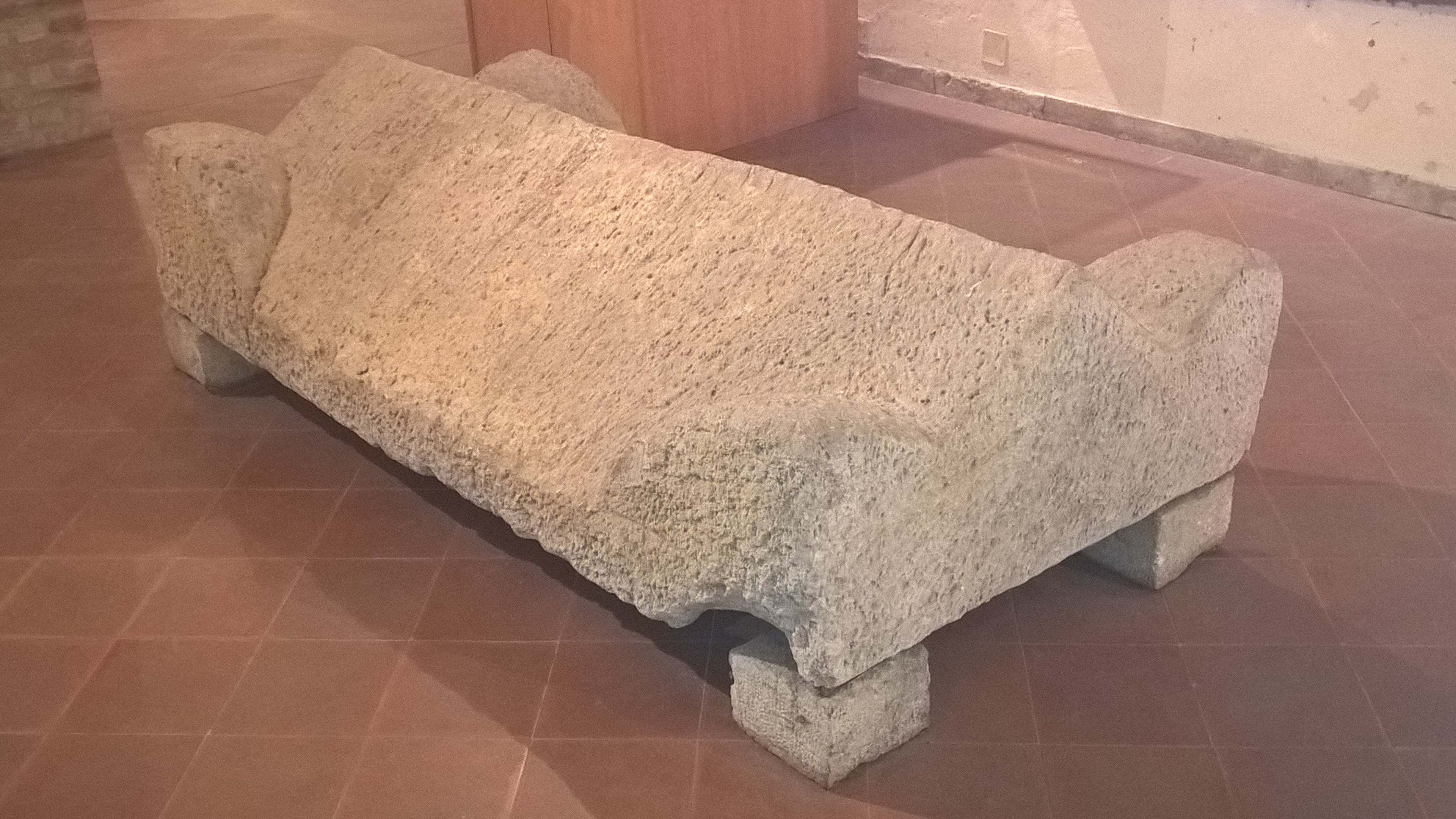
Sarcofago di epoca romana proveniente dalla zona di Calisese, conservato presso il Museo Archeologico di Cesena.

Alla leggenda si collega un ritrovamento archeologico avvenuto all'inizio del Novecento, quando un contadino di Calisese, di nome Melotte, mentre arava il podere vi scoprì una tomba di pietra. Convinto di trovare qualcosa di prezioso, chiamò i suoi fratelli, che, di notte e in gran segreto, tirarono fuori il misterioso sarcofago. Invece del tesoro sperato trovarono solo un mucchio di ossa coperte da stracci e ciocche di capelli biondo grano. Il sarcofago venne utilizzato per usi domestici, ma da quel giorno la casa non ebbe più pace, si riempì di spiriti, rumori, urla inquietanti. Allora il contadino Melotte tolse le pietre e riportò tutto nella tomba, nel terreno dove l'aveva trovata. La leggenda fu tramandata oralmente per molto tempo, finché nel 1925 Fulvio Cantoni pubblicò sulla rivista La Piê la storia della Malanotte raccolta dalla viva voce di Tôr d'Antugnôl (Salvatore Ceccaroni, 1840-1928), un vecchio contadino di Calisese.
Questo sarcofago di epoca romana, proveniente dal territorio di Calisese, è conservato nel Museo Archeologico di Cesena.